# Histoire philatélique et postale de l'Autriche, incluant l'empire d'Autriche et la Cisleithanie
Cet article est une introduction à l'histoire philatélique et postale de l'empire d'Autriche, puis Autriche-Hongrie, limité après le compromis de 1867 à la partie autrichienne (Cisleithanie), vu l'autonomie de la poste du royaume de Hongrie en 1867. Seule la république d'Autriche est traîtée après 1918, vu l'indépendance des autres territoires. Pour les provinces italiennes de Lombardie et Vénétie, et les bureaux de poste dans l'Empire ottoman, il y a d'autres articles.

## Histoire postale préphilatélique
L'Autriche dont il est question n'est pas ce petit territoire issu des traîtés ayant réglé la question des nationalités après la Première Guerre mondiale, mais un vaste territoire ayant été  attribué à la famille Habsbourg en tant qu'empereur ou roi, etc., souvent appelé empire d'Autriche, puis Autriche-Hongrie après le compromis de 1867.
Son histoire postale  est indissociable de celle du Saint-Empire romain germanique, comme le montre la carte ci-dessous:

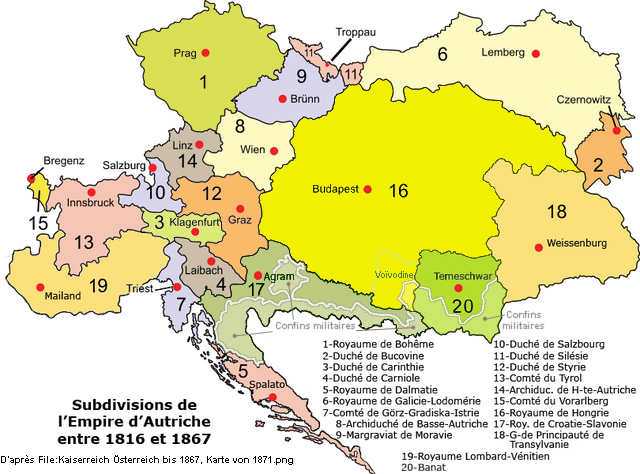
L'empire avant le compromis de 1867

On peut consulter des articles approfondis (souvent en langue allemande) comme Österreichische Postgeschichte bis 1806, la Chronologie de l'histoire postale, le rôle considérable de la Maison de Thurn und Taxis pour assurer les liaisons postales, etc.
Une union postale entre l'Allemagne et l'Autriche est conclue en 1850: article détaillé Deutsch-Österreichischer Postverein.
Liste à compléter.
La plus ancienne marque postale dans l'empire date de 1751. Seul le nom du lieu était requis. L'inscription de la date (jour du mois) a été rendue obligatoire en 1839.

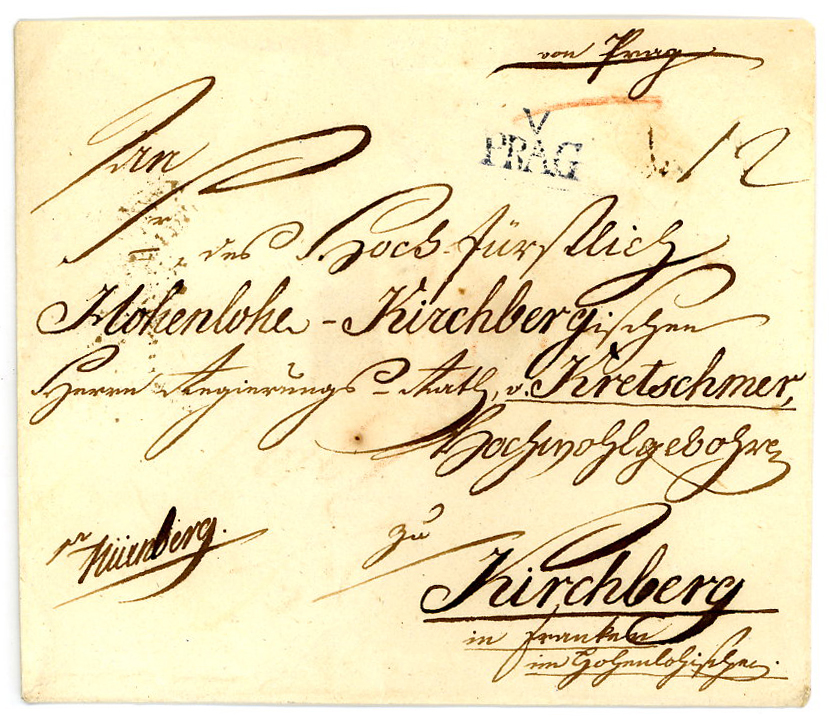
Enveloppe cachetée vonPRAG en 1782 au prince Hohenlohe-Kirchberg, à Kirchberg (Bavière)
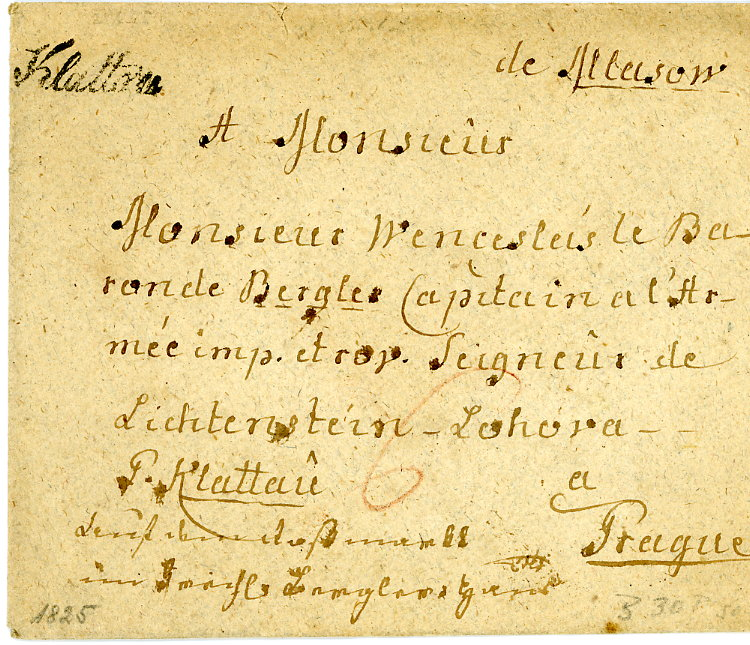
Enveloppe pré-philatélique envoyée via KLATTAU au Baron de Bergh- armée imp. et roy. Seigneur de Liechtenstein, Prague, 1825

En 1850, les services postaux de tout l'empire dépendent du Ministère du Commerce à Vienne, avec une délégation vers un ensemble de Directions postales: 
- Agram (Zagreb) (Croatie-Slavonie et Confins militaires);
- Brünn (Brno) (Moravie et Silésie autrichienne);
- Czernowitz (Bucovine)
- Graz (Styrie et Carinthie) ;
- Grosswardein (Hongrie)
- Hermannstadt (Transylvanie);
- Innsbruck (Tirol et Vorarlberg);
- Cracovie (Galicie occidentale);
- Kaschau (Hongrie: Slovaquie orientale)
- Lemberg (Galicie orientale);
- Linz (Haute-Autriche et Salzbourg;
- Oedenburg (Sopron, Hongrie occidentale)
- Pesth (Budapest, Hongrie centrale)
- Prague (Bohême);
- Pressburg (Bratislava, Hongrie Slovaquie occidentale)
- Temesvar (district de Temes et Voïvodine);
- Trieste (Carniole et Littoral autrichien);
- Vienne (Basse-Autriche);
- Zara (Dalmatie)[2].

## Les premiers timbres et oblitérations dans l'Empire de1850à1867

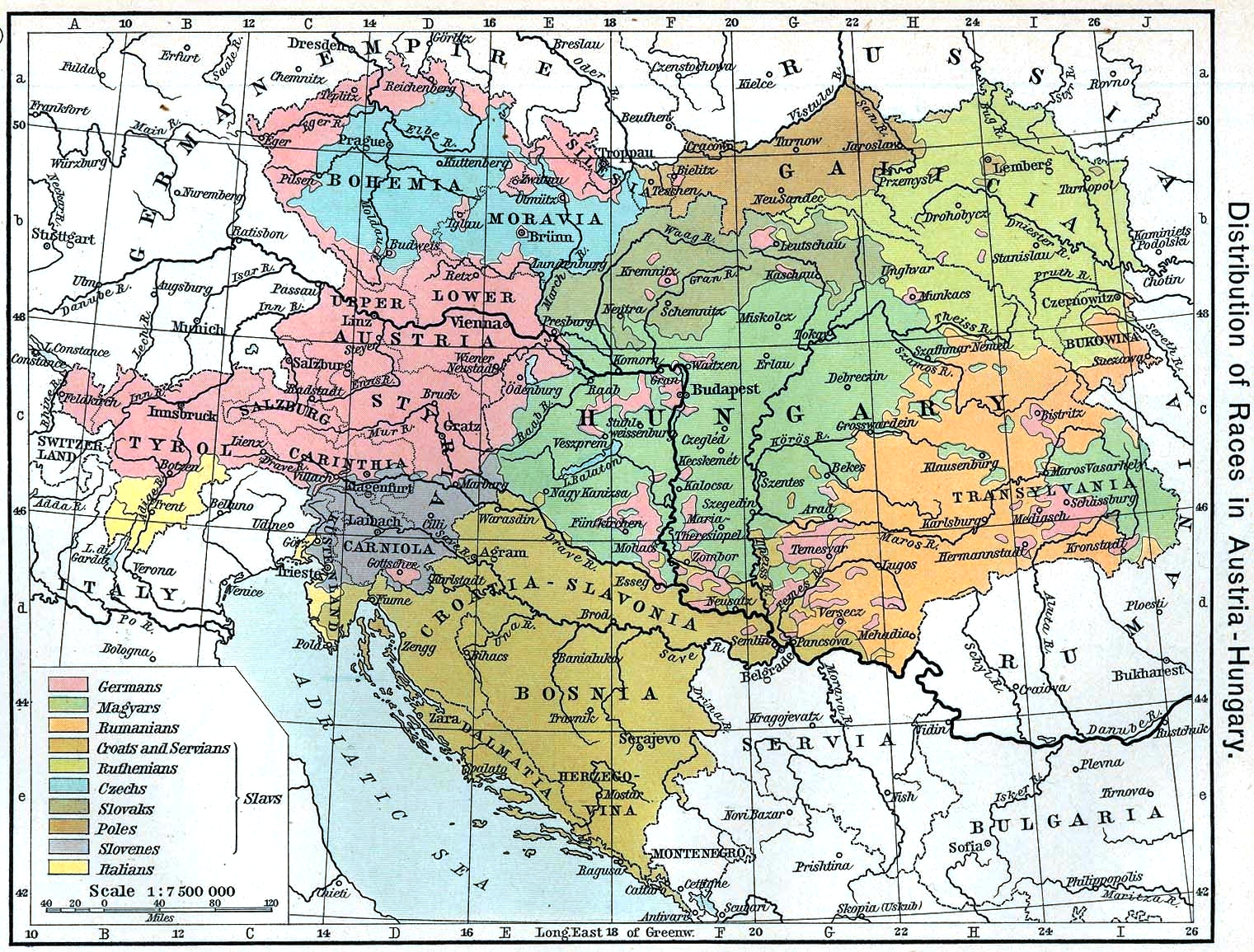
Carte des groupes ethniques en Autriche-Hongrie en 1911

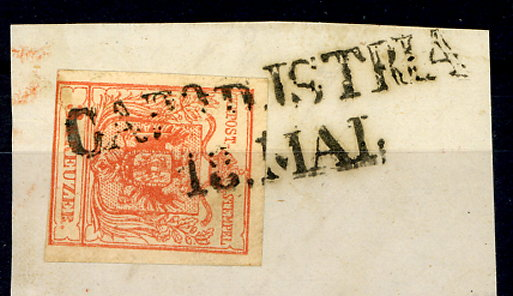
L'italien est utilisé sur la côte adriatique

L'histoire des émissions philatéliques de l'Autriche commence le 1er juin 1850 avec une série de timbres représentant les armoiries à aigle bicéphale, titrées KKPOST-STEMPEL, par référence à une monarchie à la fois royale et impériale (Königliche und Kaiserliche). Ces timbres avaient cours dans l'ensemble de l'empire austro-hongrois incluant ce qui est aujourd'hui la Hongrie, la République tchèque, la Slovaquie, la Croatie, la Slovénie, une partie de l'Italie du Nord, du Monténégro, de la Serbie, de la Roumanie, de la Pologne et de l'Ukraine. Les langues utilisées dans l'empire sont l'allemand, l'italien, le hongrois, le tchèque, le croate, le polonais et… le français. Toutefois, le nom donné aux bureaux de poste est généralement l'allemand (sauf dans les provinces du Littoral et Dalmatie: l'italien), jusqu'à l'introduction obligatoire du bilinguisme en 1871 (sauf dans les régions à large majorité germanophone).
Les catalogues spécialisés distinguent 5 émissions (I à V) avant la partition de 1867, en particulier Ulrich Ferchenbauer et Edwin Mueller.
Ce qui est remarquable et appréciable, c'est que les timbres neufs sont beaucoup plus rares que les oblitérés, donc il n'y a pas de fausses oblitérations (cependant certaines oblitérations très rares sont parfois retravaillées).
Ceux intéressés par les oblitérations peuvent consulter Cotation des oblitérations des timbres d'Autriche de la période 1850-1867.

### Émission I
Ils furent d'abord imprimés sur un papier fait à la main (Handpapier) et à texture assez brute, puis, à partir de 1854, sur un papier fait à la machine (Machinenpapier) et offrant une surface plus lisse. Les valeurs sont de 1 (jaune), 2 (noir), 3 (rouge), 6 (brun) et 9 (bleu) kreuzer.
Il y a plusieurs sous-types des gravures.

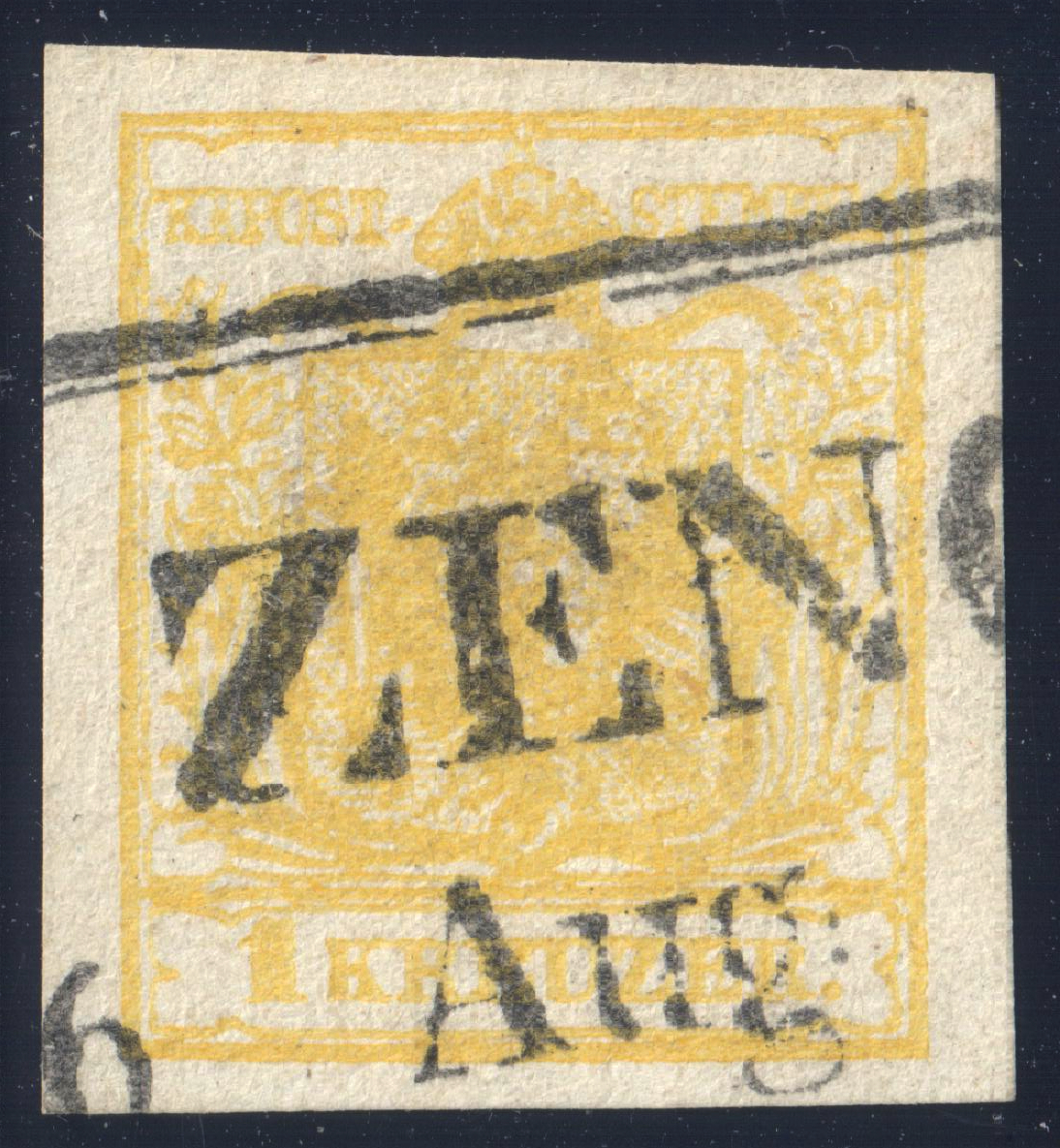
1 kreuzer, oblitéré à ZENGG (Croatie militaire)
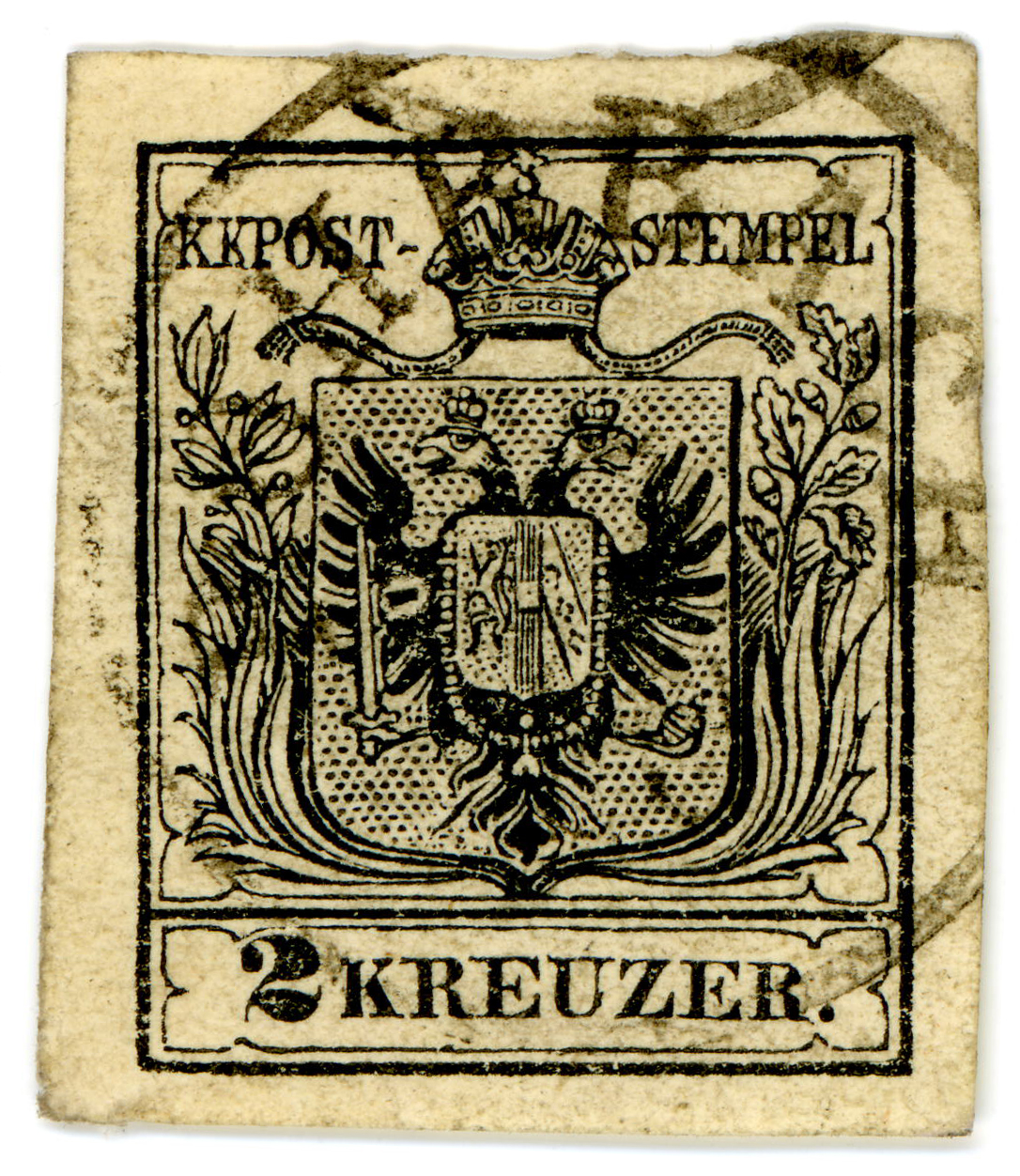
2 kreuzer papier machine, oblitéré à ROHRBACH (Haute Autriche)
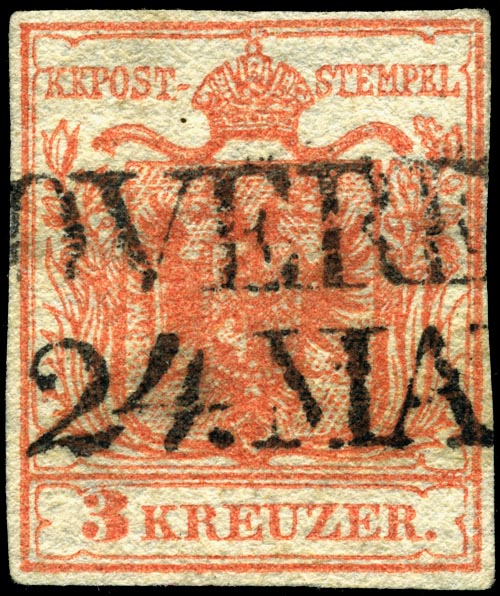
3 kreuzer; papier à la main, oblitéré à ROVERETO (Tirol)
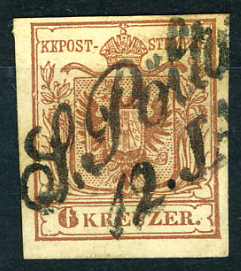
6 kreuzer oblitération cursive de S. Pölten (Basse Autriche)
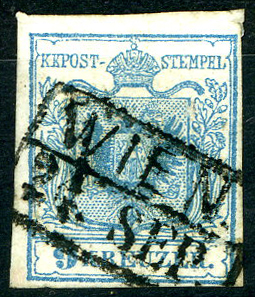
9 kreuzer oblitération encadrée de Vienne

On peut constater que ces oblitérations ne sont pas des killers. L'Autriche est en effet le premier pays qui n'a pas introduit ces marques postales qui ne cherchent qu'à annuler (oblitérer) le timbre. Cela est dû au fait que les tampons existants ont pu être utilisés après l'introduction des timbres adhésifs. Ce ne sont pas non plus des numéros, comme en France, Belgique, Prusse ou Bavière.

### Les timbres des journaux

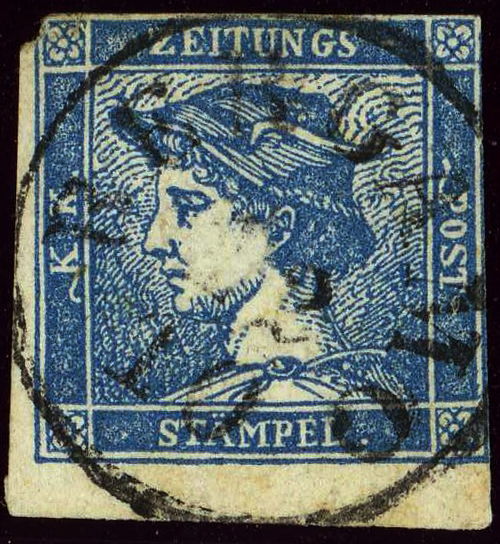
Timbre de journal bleu type III avec portrait de Mercure, oblitéré à Bergame dans le royaume de Lombardie-Vénétie en 1854

L'Autriche, à partir de 1851, est le premier pays à émettre des timbres des journaux (en) pour la diffusion de la presse périodique.

### La poste ambulante ferroviaire

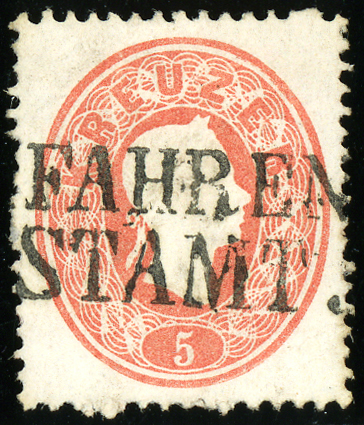
Timbre de 1861 oblitéré K.K. FAHRENDES POSTAMT

Des bureaux de poste ambulants Fahrende Postämter auf Eisenbahnzügen sont introduits sur les lignes de chemin de fer à partir du 1er août 1850:
- Nos 1 et 2 Ligne Vienne - Oderberg (Silésie autrichienne)
- Nos 3 et 4 Ligne Vienne - Prague (1851) (Bohême)
- No 5 Ligne Vienne - Brno (Moravie)
- Nos 6 et 7 Ligne Prague - Bodenbach (Bohême)
- Nos 8 et 9 Ligne Vienne - Gloggnitz (août 1851) (Basse-Autriche)[6].

Le courrier y reçoit une marque linéaire K.K. FAHRENDES POSTAMT No. .. ou POSTAMBULANCE.

### La poste ambulante maritime
La firme privée Lloyd Austriaco est admise depuis 1837 pour l'acheminement du courrier au départ de Trieste, principal débouché maritime de l'empire. Elle peut apposer ses propres oblitérations depuis 1845: le nom du port d'embarquement, la date, les lettres V.L.A. pour Vapore LLoyd Austriaco ou COL VAPORE. La mer Adriatique est desservie depuis Carlobago, Cattaro, Curzola, Fiume, Lesina, Lussinpiccolo, Macarsca, Milna, Ragusa, Sebenico, Segna, Spalato, Trieste, Zara et Zengg.

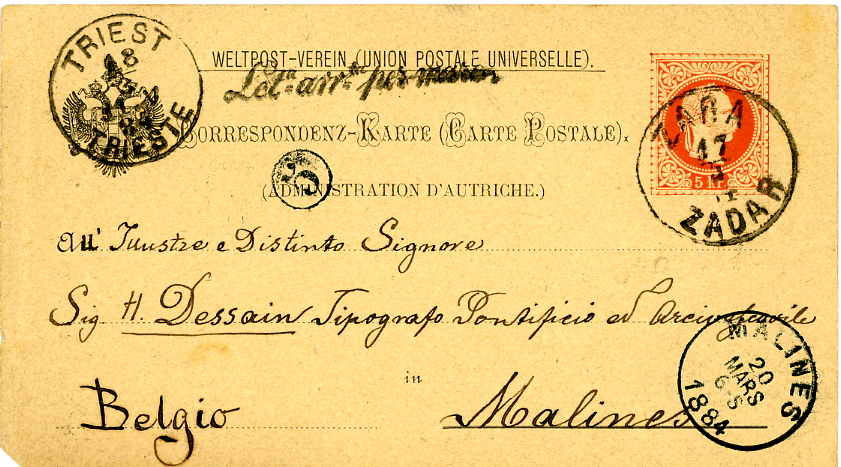
Carte acheminée en 1884 de Zadar à Trieste par bateau Let=arr=per mare

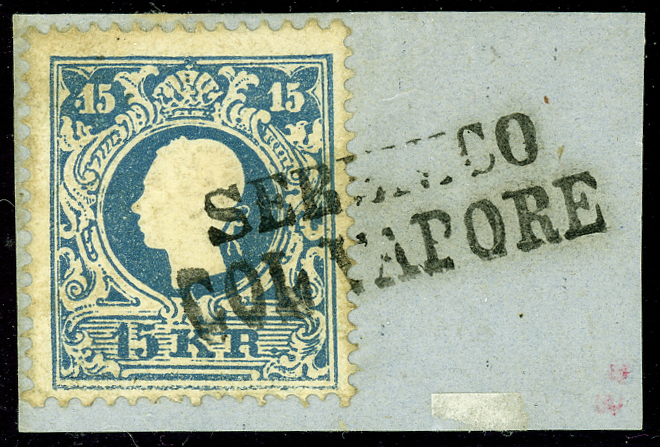
Timbre de 15 kreuzer, émission de 1858, oblitéré SEBENICO COL VAPORE (Croatie)

### Émissions II et III
Les timbres des séries ultérieures II et III (en 1858-1859 et 1861) comportent un médaillon de l'empereur François-Joseph Ier imprimé en relief, respectivement face à gauche et à droite.
L'émission II a dû être préparée rapidement, les défauts ont été corrigés. Elle comporte donc 2 types, distinguables notamment par la hauteur de la couronne de laurier. On peut noter la beauté et la variété des oblitérations.

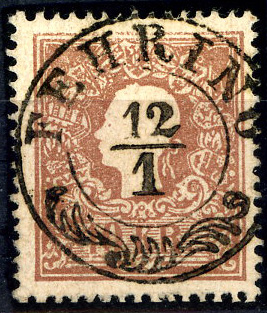
10 kreuzer 1858 type I - Fehring, Styrie
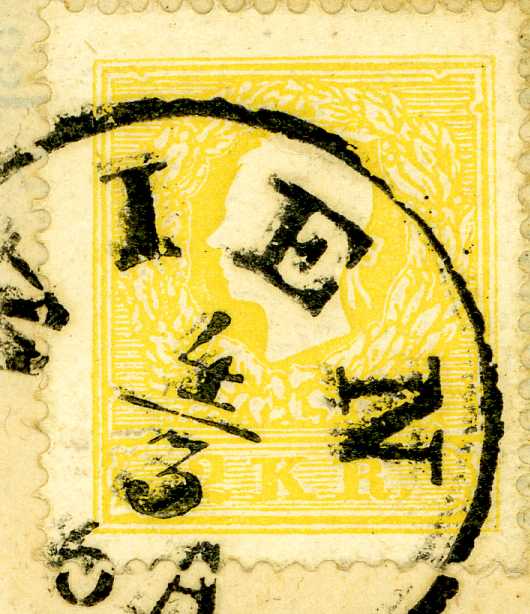
2 kreuzer type II sur une lettre de 1860
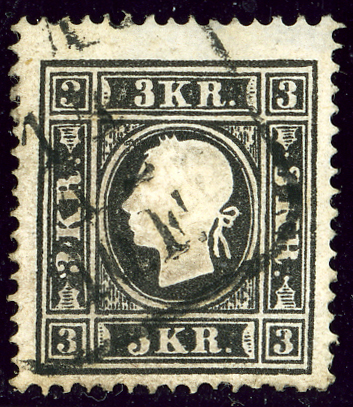
3 kr noir type II
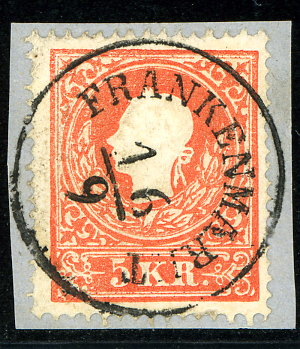
5 kreuzer 1859 type II - Frankenmarkt, Haute-Autriche
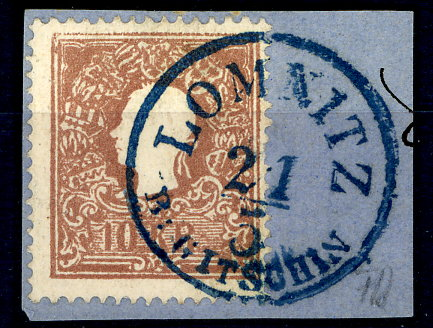
10 kreuzer 1859 type II - Lomnitz bleue Lomnice nad Popelkou, Bohême
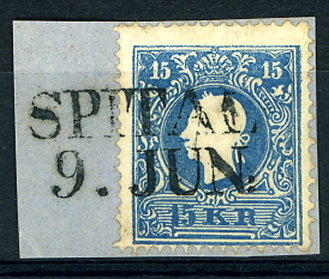
15 kreuzer 1859 Type II - Spital Spittal an der Drau, Carinthie

L'émission III de 1861 est dentelée 14. Elle comporte les mêmes 5 valeurs (de 2 à 15 kreuzer):

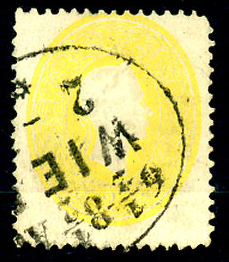
2 kr jaune oblitération ovale de Vienne
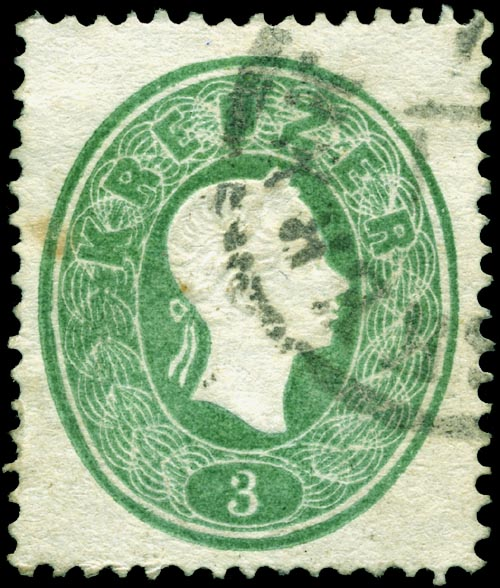
3 kr vert
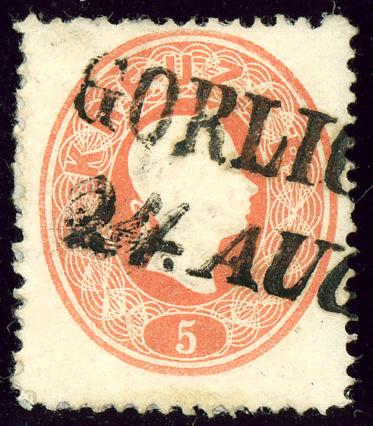
5 kr vermillon, oblitération linéaire de Gorlice, Pologne
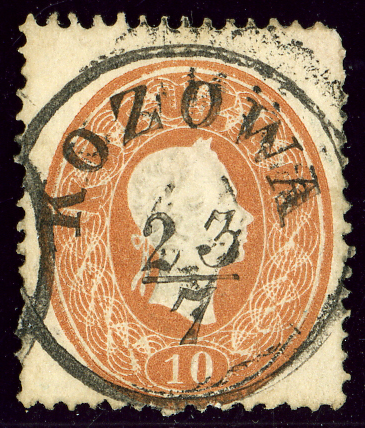
10 kr brun, oblitéré à Kozova en langue polonaise, Ukraine
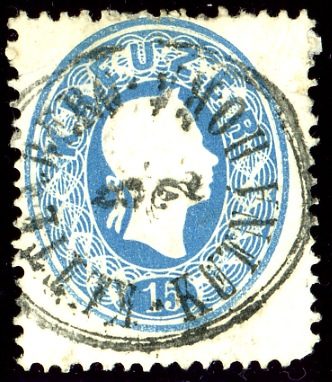
15 kr bleu, oblitéré bilingue Kuttenberg - Kutna Hora, Bohême

### Émissions IV et V
En 1863-1864 (émissions IV et V) le blason de l'Autriche fut à nouveau utilisé - sans aucune inscription - dans un format proche de l'émission III. Ces 2 dernières émissions se distinguent par la dentelure 14 (plus rare) ou 9 1/2 (courante).

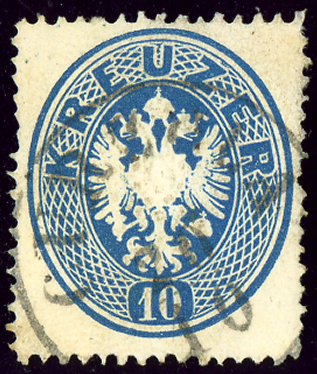
10 kr D14 Korčula (Dalmatie, Croatie)
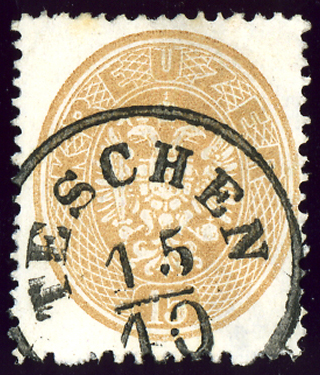
15 kr D14 (Silésie)
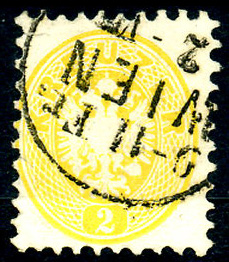
2 kr Wien
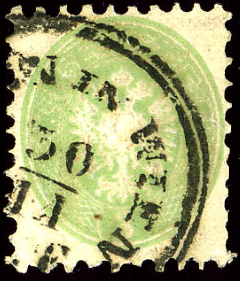
3 kr Wieden in Wien
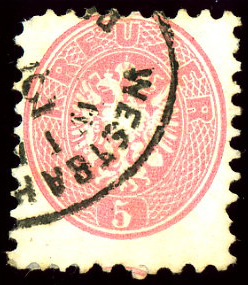
5 kr Wien Westbahnhof
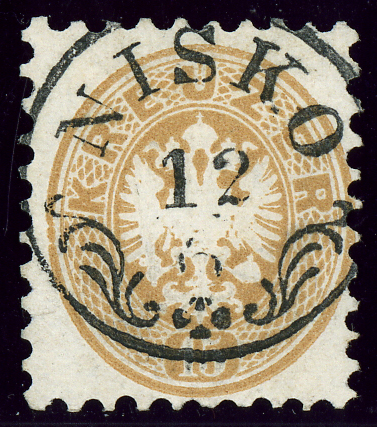
15 kr Nisko ornement (Galicie polonaise)

## L'Autriche-Hongrie en 1867
Il y a 1969 bureaux de poste fixes dans la partie autrichienne (cisleithanie) de la double monarchie lors de la création de la poste hongroise le 1er mai 1867.
Apparaît alors une émission féconde avec le portrait (à droite) de l'empereur François-Joseph Ier d'Autriche. D'abord sous une impression dite "grosse barbe", puis en 1874 une impression dite "fine barbe". La distinction n'est pas aisée:

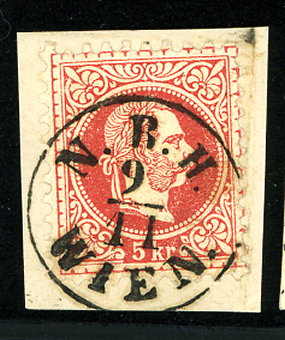
Grosse barbe, premières émissions
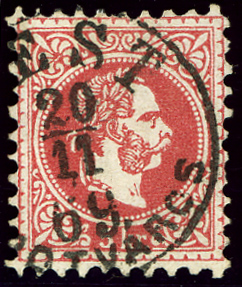
Idem, utilisé en Hongrie en 1869
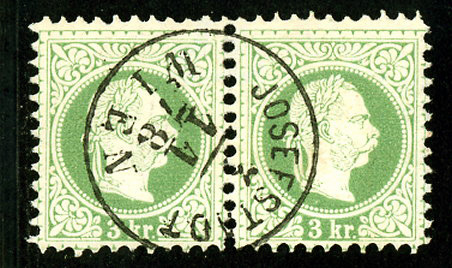
Fine barbe, à partir de 1874

Après le compromis de 1867, les timbres de cette émission sont utilisés dans le royaume de Hongrie jusqu'au 1er juillet 1871. Ils ne sont reconnaissables qu'à leur oblitération (par exemple cette oblitération de PEST Lipotvaros). Une particularité est l'ajout de l'année par la Hongrie, dès les premiers tampons fabriqués à Budapest en 1867.
On a mentionné déjà l'apparition des oblitérations bilingues en 1871. Douze combinaisons ont été pratiquées, entre l'allemand, le tchèque, le polonais, le slovène, l'italien et le croate.

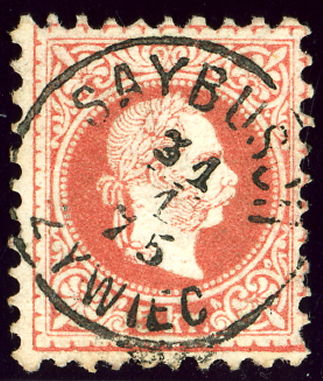
Usage bilingue allemand-polonais en Galicie dès 1875
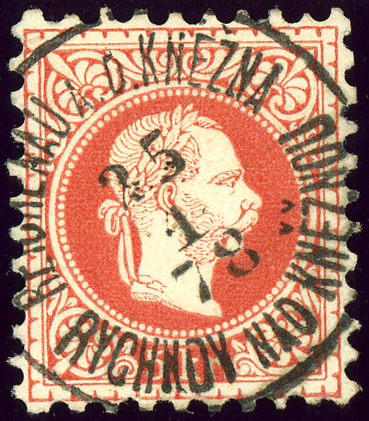
Usage allemand-tchèque en Bohême en 1878
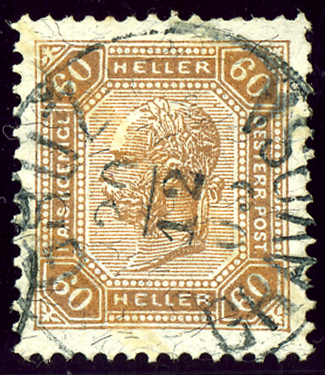
Usage croate-italien en Dalmatie en 1905

### Timbres pourTélégraphe
Des liaisons télégraphiques existent dans l'empire depuis 1847 (Vienne - Brno - Prague).
Il existe deux émissions spécifiques K.K.OEST.TELEGRAPHEN MARKE à ne pas confondre, malgré la présence du même millésime 1873. La première (rare) est lithographiée (Steindruck) ; la suivante (1874-1875) est gravée (Kupferdruck). Elles ont les valeurs 5 kr à 2 florins.

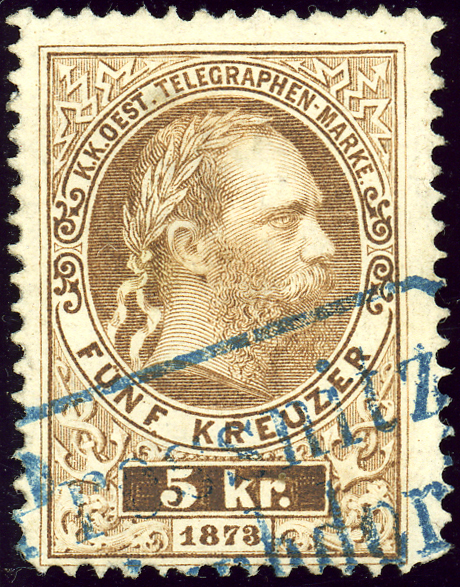
5 kreuzer gravé, oblitération bleue en Bohême (Přísečnice)
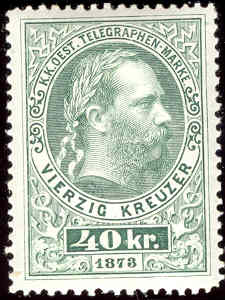
40 kreuzer (gravé ?)
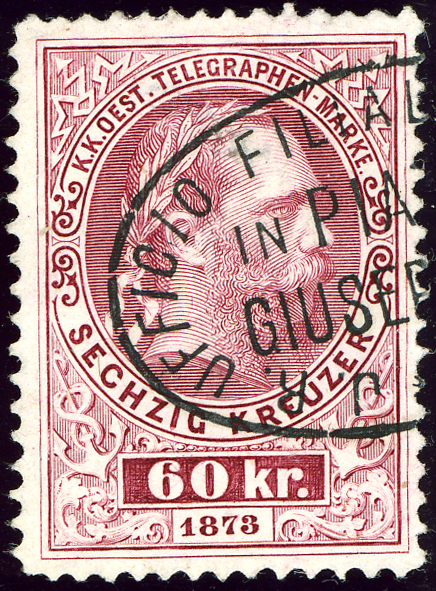
60 kr gravé, oblitération italienne

Ces timbres ne purent être utilisés que jusque mars 1879. Ensuite, les bureaux usèrent des timbres courants, avec une oblitération spécifique, généralement ovale, portant K.K.TELEGRAPHEN-STATION ou -AMT, avec le nom du bureau.

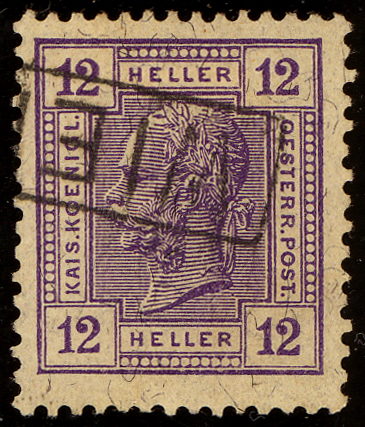
Émission de 1906 avec la marque rectangulaire de WIEN

### La poste pneumatique
Dans un souci d'accélérer la distribution, un système de poste pneumatique est installé à Vienne (Wiener Rohrpost) en 1875, entre 10 stations. Il y en aura 45 en 1900. Prague suivra en 1899.

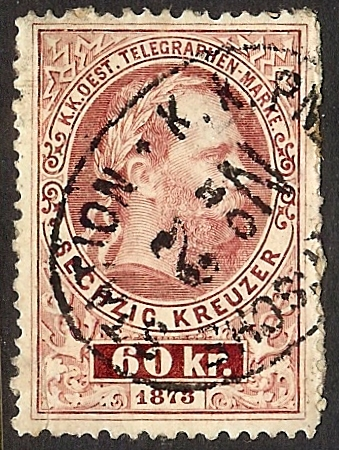
Poste pneumatique à Vienne en 1875, Station N°2
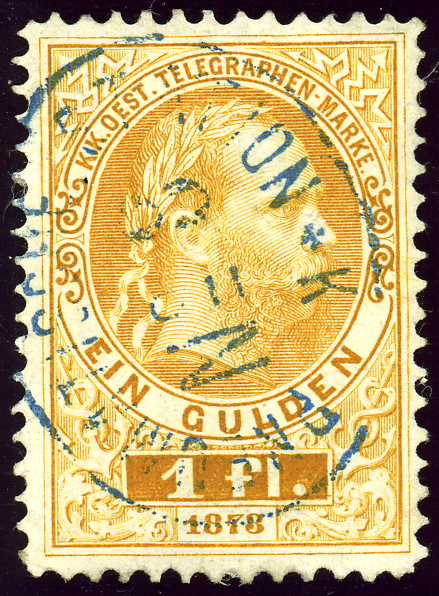
Station N°5 utilisant un Timbre Télégraphe de 1 florin

## Période de 1883 à 1896

### Émission de 1883
Première mention inscrite de la double monarchie Kais. Königl. Oesterr. Post au-dessus de l'aigle bicéphale et d'un chiffre, noirs, d'où une première pour les timbres autrichiens: nécessité d'une double impression. Valeurs 2, 3, 5, 10, 20 et 50 Kreuzer (rare).

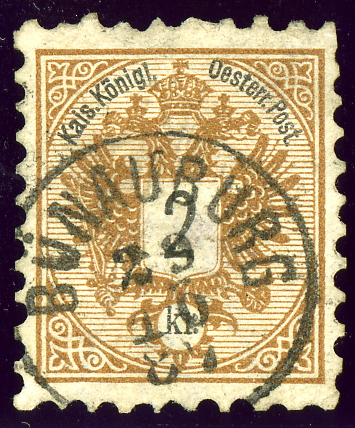
2 kr oblitéré en 1887 unilingue en Bohême Bynov
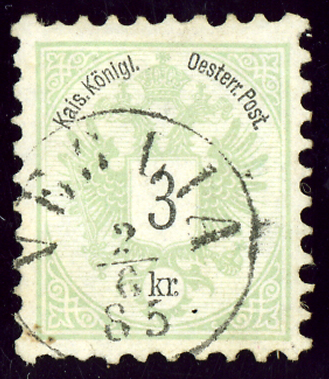
3 kr oblitéré en 1885 à Veglia (Krk, Croatie)
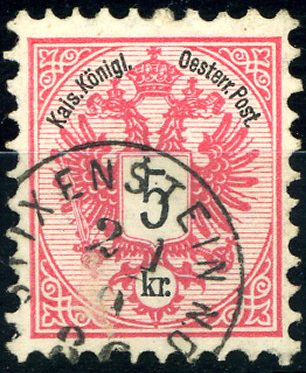
5 kr oblitéré à Stixenstein (Basse-A.)
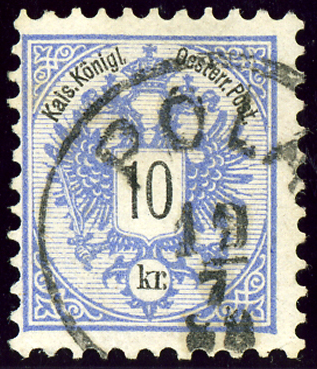
10 kr oblitéré en 1888 à Pola Pula (Croatie)
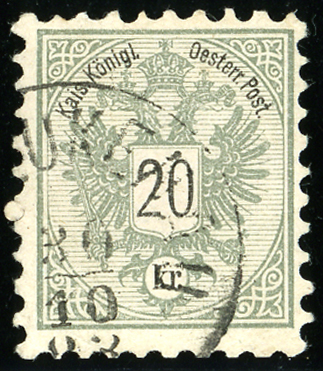
20 kr oblitéré le 30-10-1883
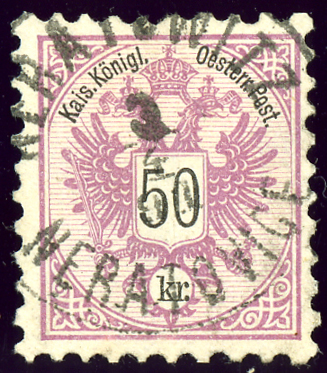
50 kr oblitéré bilingue en 1891 Neratovice en Bohême

### Émission de 1890
Tête de François-Joseph à gauche, sauf les valeurs de 1 et 2 florins (Gulden). Le papier est protégé des faussaires par de petits fils de soie.

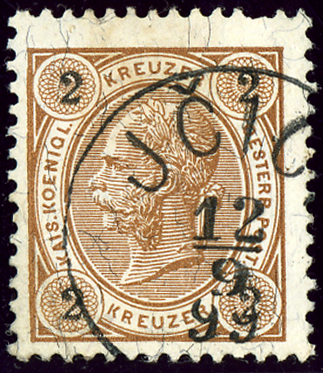
2 kr oblitéré en 1899 en Croatie
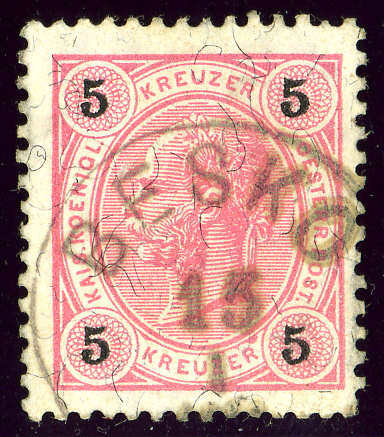
5 kr oblitéré en Galicie (Pologne)
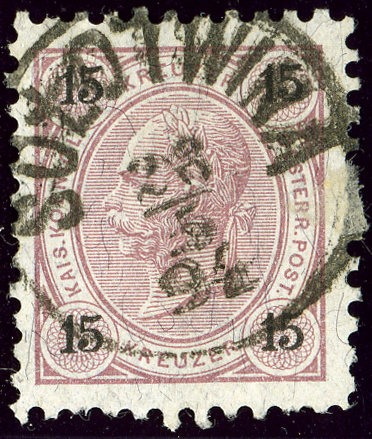
15 kr oblitéré en Galicie (Ukraine)
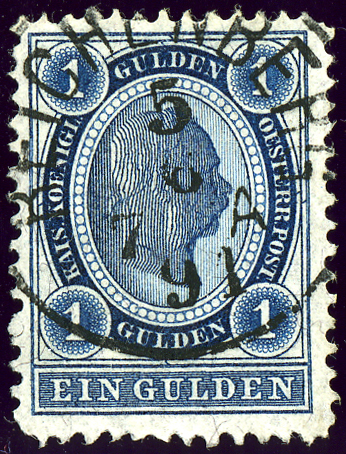
1 florin bleu oblitéré en 1891 en Bohême
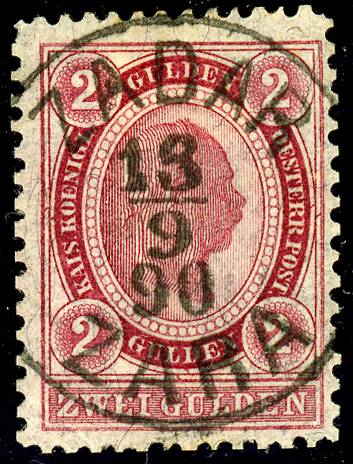
2 florins carmin olitéré en 1890 en Croatie

### Émissions de 1891-1896
Tête de François-Joseph à gauche dans un cadre à 8 côtés, dernière émission en kreuzer. En 1896, valeurs en Gulden (100 kr)  avec tête à droite dans un ovale. Ils n'ont cours que jusqu'au 30 septembre 1900, vu le changement de monnaie.

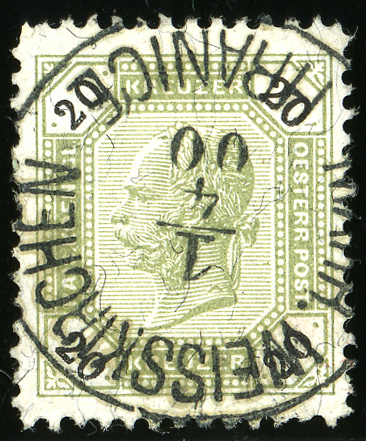
20 kr, oblitération  bilingue en 1900 à Weisskirchen - Hranice (Moravie)
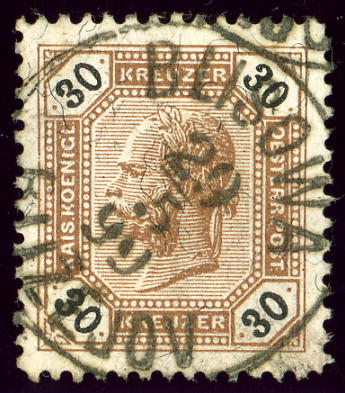
30 kr, oblitération  bilingue en 1899 à Blisowa-Bližejov (Bohême)
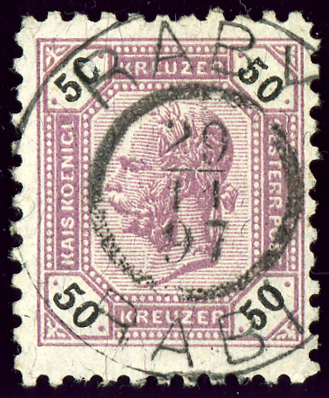
50 kr, oblitération  bilingue en 1897 à Raby - Rabí (Bohême)
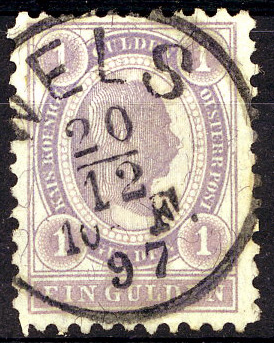
1 Gulden violet-gris oblitéré à Wels en 1897 à 10 h du matin
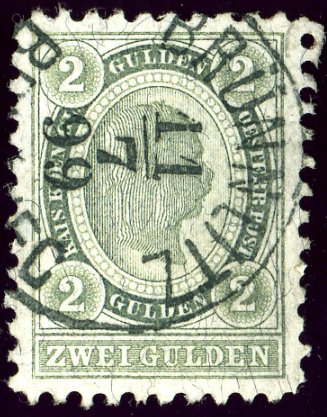
2 Gulden vert-clair oblitéré (bilingue) en Bohême

### Cartes pour liaisons téléphoniques
En 1885 apparaissent des cartes de valeur comprise entre 20 kreuzer et 3 florins, donnant droit à une conversation de 5 minutes (par exemple):

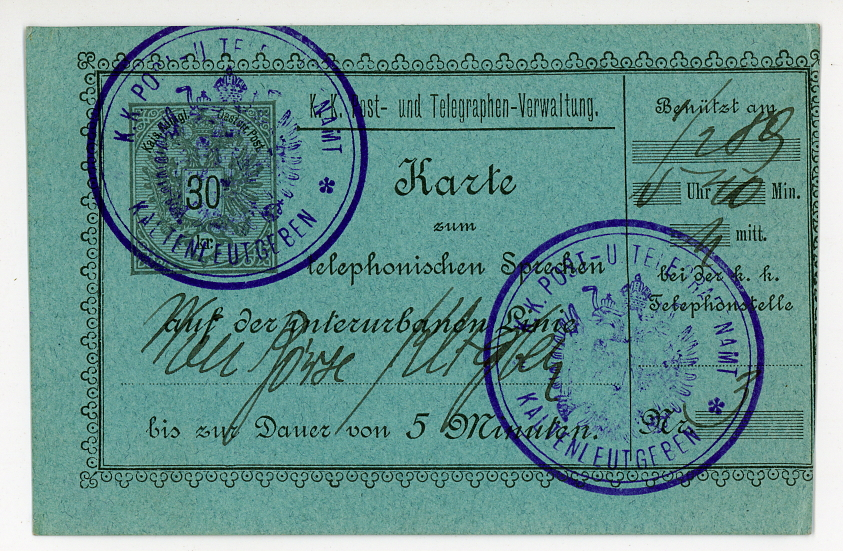
Carte de 30 kreuzer, émission de 1885, pour une conversation urbaine de 5 min, au bureau K.K.POST-U TELEGRAPHEN AMT Kaltenleutgeben (Vienne)

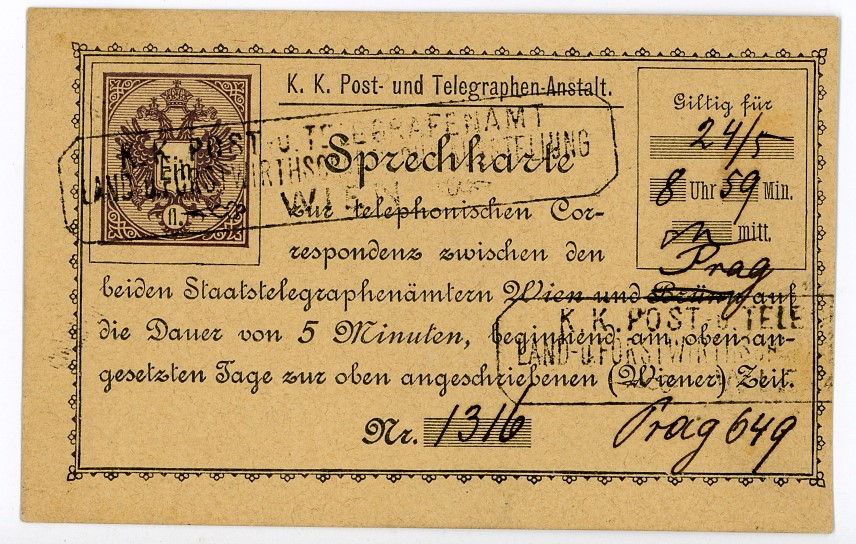
Carte de 1 florin, émission de 1885, pour une conversation de 5 min entre Vienne et Prague

## Période 1899 à 1910
Le nombre de  bureaux de poste fixes dans la partie autrichienne de la double monarchie atteint 5931 en 1900. Le plus grand nombre se situe en Bohême (1434), puis en Galicie (914). Huit langues sont couramment utilisées: l'allemand ne concerne que 36 % des locuteurs.
La gestion de la Poste et des Télégraphes est confiée à 10 Directions:
- Brünn (Moravie, Silésie)
- Czernowitz (Bucovine), remplaçant Lemberg
- Graz (Styrie, Carinthie)
- Innsbruck (Tirol, Vorarlberg)
- Lemberg (Galicie)
- Linz (Haute-Autriche, Salzbourg)
- Prague (Bohême)
- Trieste (Carniole, Littoral autrichien)
- Vienne (Basse-Autriche)
- Zara (Dalmatie)

### Émission de 1899
Premières valeurs en heller (équivalant à un 1/2 kreuzer) et couronnes (kronen). Il y a un motif sous la valeur. Le papier contient des fils de soie "Faserpapier". Valeurs émises de 1 heller à 4 kronen.

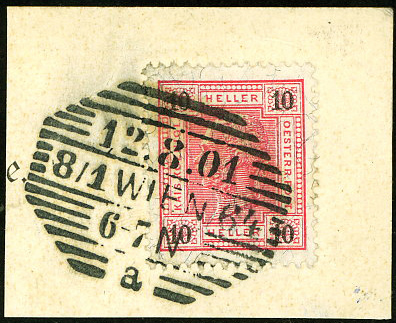
10 heller oblitéré à Vienne en 1901 Klein type 658
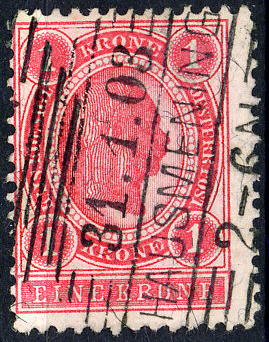
1 couronne carmin oblitéré en 1903 Klein type 649
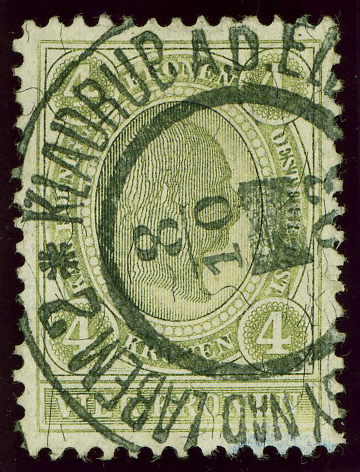
4 couronnes oblitéré bilingue en 1903 Klein type 137

### Émission de 1901
Avec lignes brillantes obliques, comme moyen complémentaire de lutte contre la falsification.

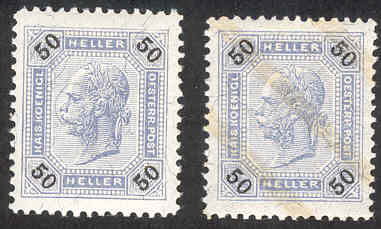
50 heller, sans et avec lignes brillantes

### Émission de 1904-1905
Valeurs émises de 1 à 72 heller, face vers la gauche, avec ou sans lignes brillantes:

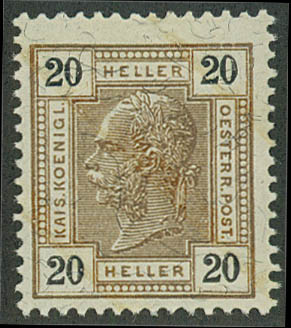
20 heller

### Émission de 1906
Chiffres de couleur. Les lignes brillantes sont abandonnées.

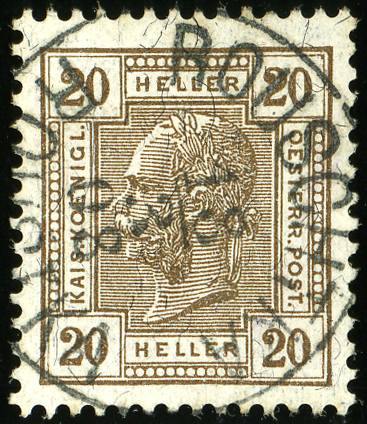
20 heller oblitéré en 1908 (Moravie)
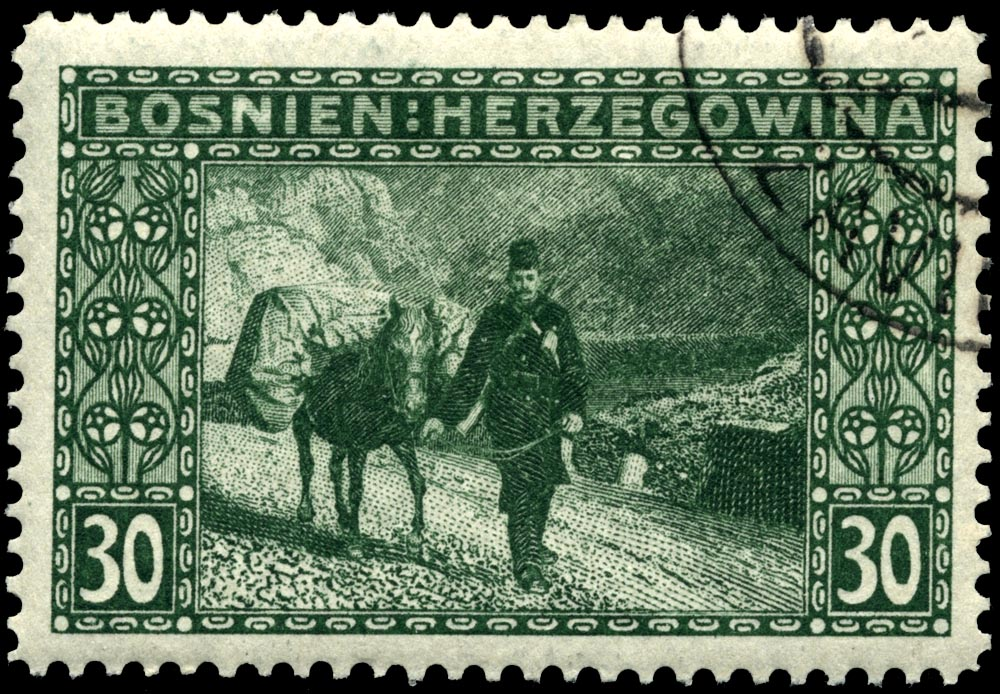
30 heller du condominium de Bosnie-Herzégovine, transport du courrier à dos de mulet, oblitéré en 1906

La Bosnie-Herzégovine, occupée en 1878, a ses propres émissions. Son annexion en 1908 sera une des causes de la Première Guerre mondiale.

### Émission du60eanniversaire du règne deFrançois-Joseph Ier d'Autricheen 1908
Belle série de portraits des souverains depuis l'empereur Charles VI du Saint-Empire (1711-1740).

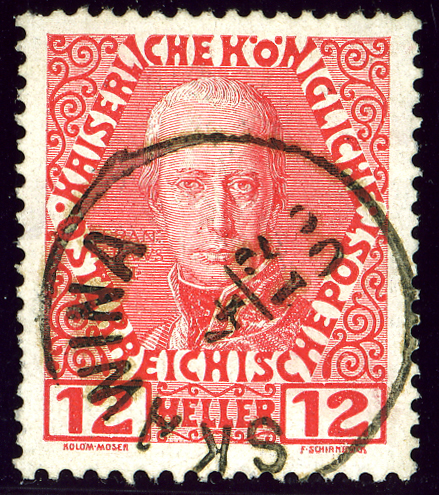
12 heller François Ier d'Autriche (François II du Saint-Empire romain), oblitéré en Galicie (Skawina)
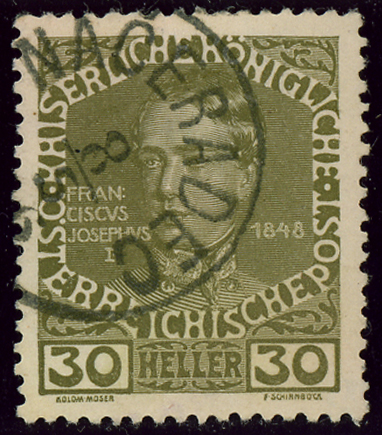
30 heller François-Joseph dans sa première année de règne (1848), oblitéré à Načeradec (Bohême)
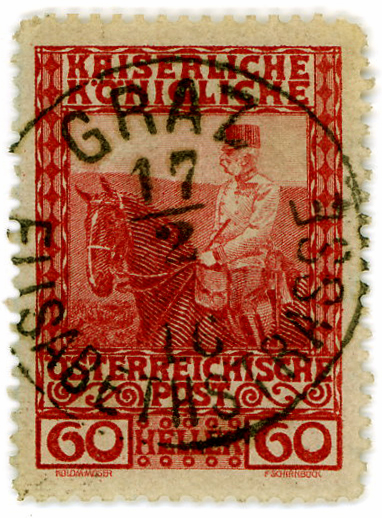
60 heller François-Joseph à cheval oblitéré en 1916 à Graz
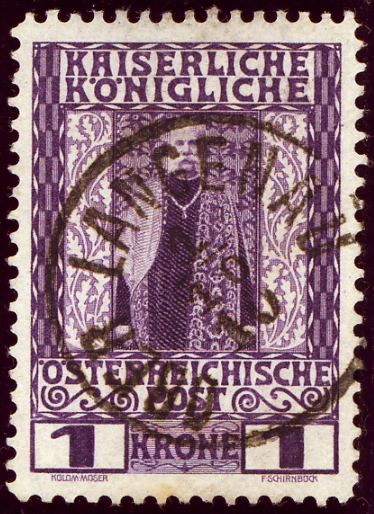
1 couronne F-J en robe de cérémonie, oblitéré en Bohême

### Émission du80eanniversaire en 1910
Types de 1908, mais avec les millésimes 1830 et 1910. Rares en hautes valeurs.

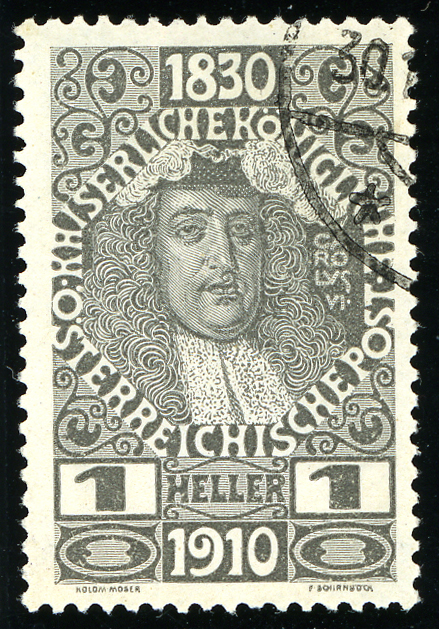
1 heller Charles VI empereur 1711-1740
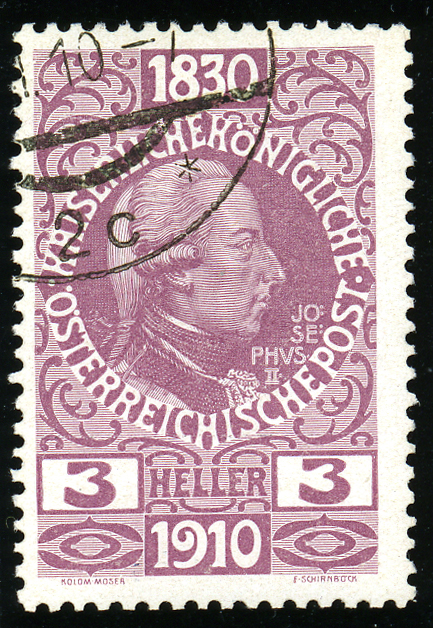
3 heller Joseph II empereur 1780-1790
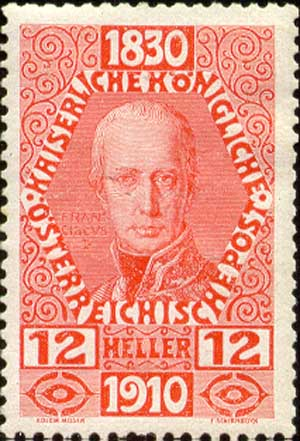
12 heller François I empereur 1806-1835
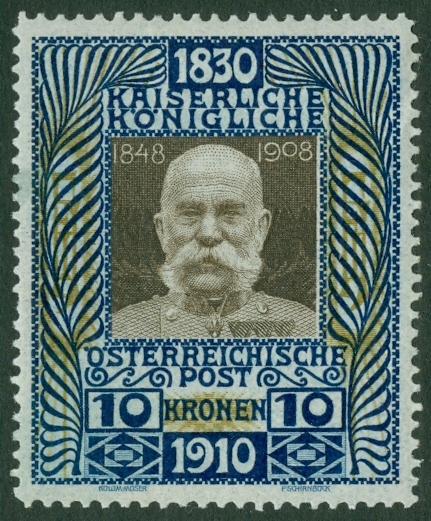
10 couronnes François-Joseph empereur 1848-1916

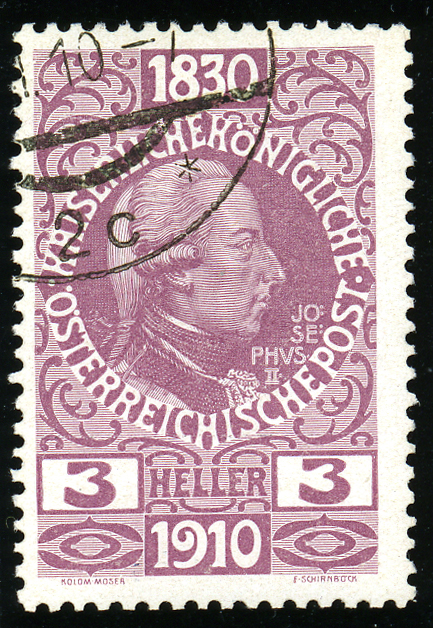
3 heller Joseph II empereur 1780-1790
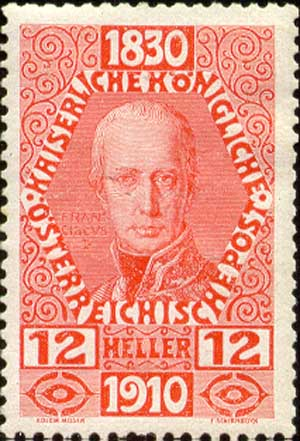
12 heller François I empereur 1806-1835
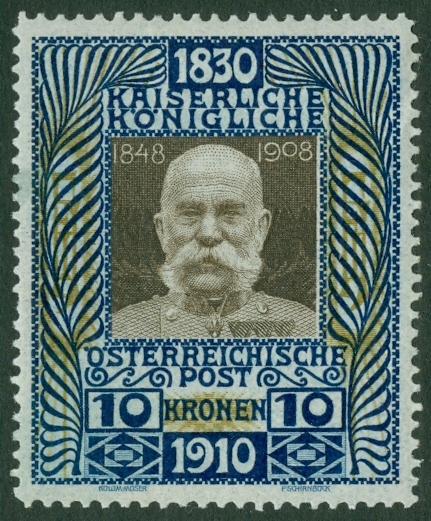
10 couronnes François-Joseph empereur 1848-1916
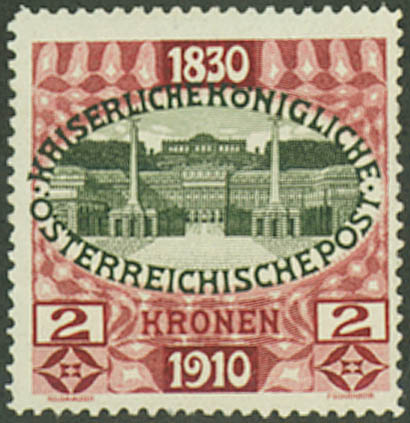
2 couronnes pour le 80e anniversaire de l'empereur

## Première Guerre mondiale
En 1914-15, émissions avec surtaxes au profit des œuvres et orphelins de guerre.
En 1916, série patriotique avec armoiries et portrait de l'empereur vieillissant, valeurs de 3 heller à 10 couronnes.

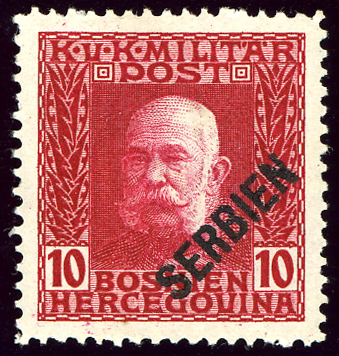
10 heller, timbre de l'occupation militaire de la Serbie oblitéré en 1915
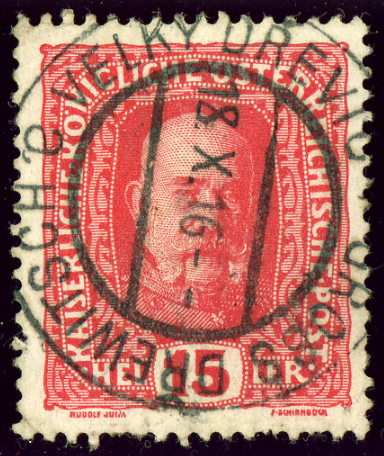
15 heller François-Joseph, oblitéré bilingue en Bohême en 1916

### Émission de 1917
Portrait du dernier empereur d'Autriche de 1916 à 1918 (Charles Ier d'Autriche, mort en exil en 1922), valeurs 15, 20, 25 et 30 heller. Très courantes. Cette ultime série a servi avec une  surcharge pour la Première république.

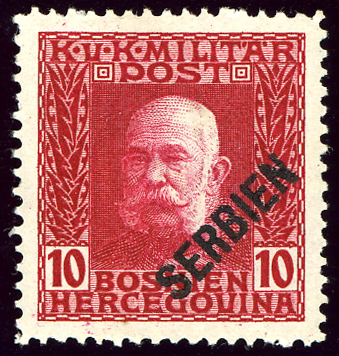
10 heller, timbre de l'occupation militaire de la Serbie oblitéré en 1915
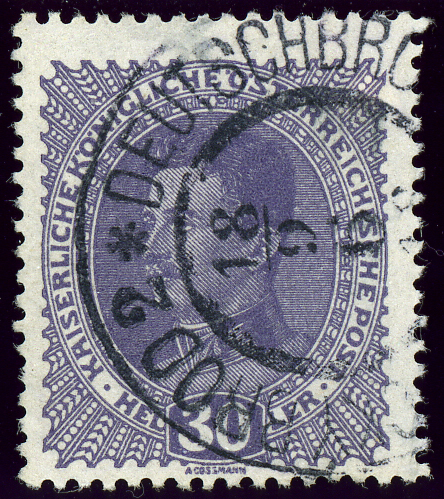
30 heller oblitéré le 18 septembre 1918 (6 h) en Bohême
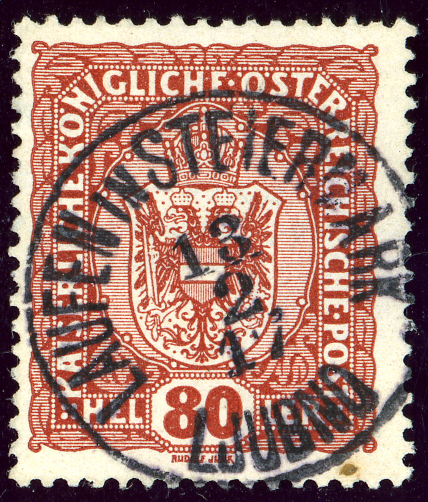
82 heller oblitéré le 13 février 1917 à Ljubno en Styrie
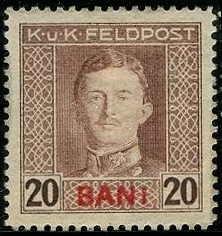
20 bani de l'occupation militaire de la Roumanie en 1917

### Postes de campagne 1915-1918
Durant la première guerre mondiale, des timbres furent créés pour la poste militaire, désignés par K.U.K FELDPOST. Ce furent d'abord une utilisation de l'émission de 1912 pour la Bosnie-Herzégovine mais surchargée, avant une émission propre en 1915. Des surcharges furent aussi apposées pour l'occupation en Italie, au Monténégro, en Roumanie et en Serbie.
Voir la galerie Wikimedia Austria-Hungary Military Post.

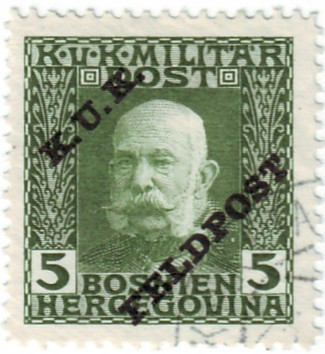
Première émission pour les Postes de campagne: surcharge K.U.K. FELDPOST

## La première république (de 1918 à 1938)
Une éphémère République d'Autriche allemande est constituée, qui tente de rassembler toutes les régions de langue allemande majoritaire, en vue d'une éventuelle union avec l'Allemagne. Dès décembre 1918, le stock des timbres antérieurs (des centaines de millions) est donc surchargé Deutschösterreich, avant la création de modèles nouveaux, allégoriques. Valeurs de 3 heller à 10 kronen.

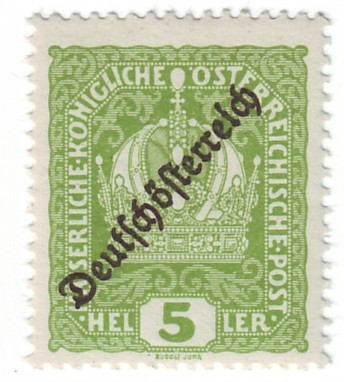
Couronne impériale
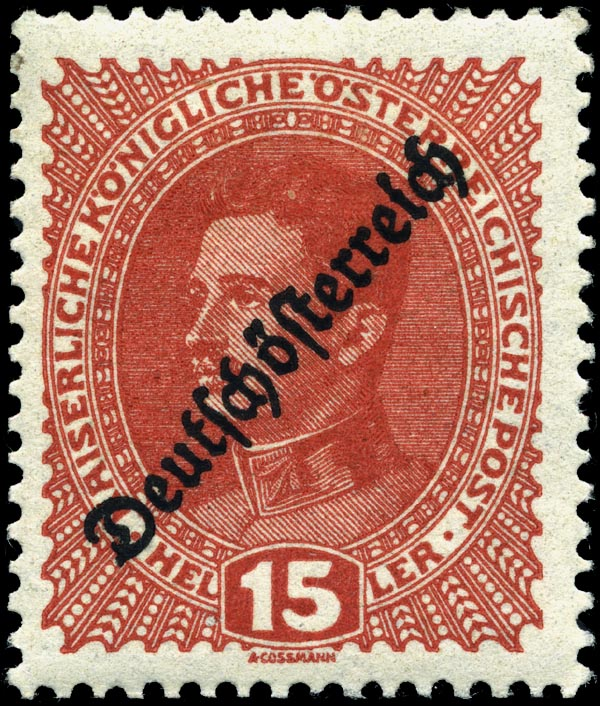
Charles I
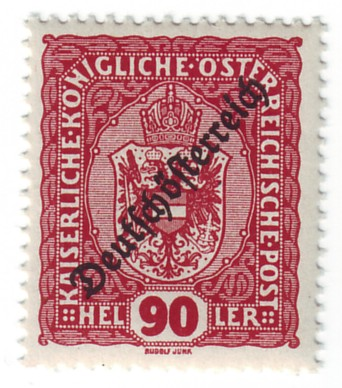
Armoiries

En juillet 1919 apparaît la première série (allégorique) de timbres sans surcharge: 

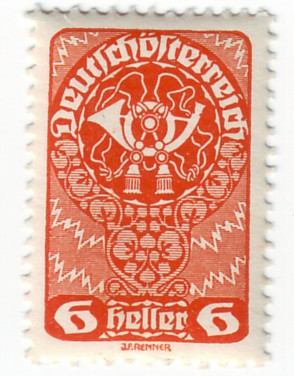
Cor de poste
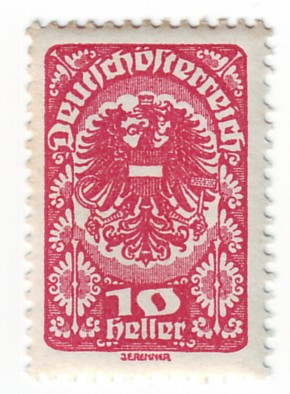
Armoiries de la république
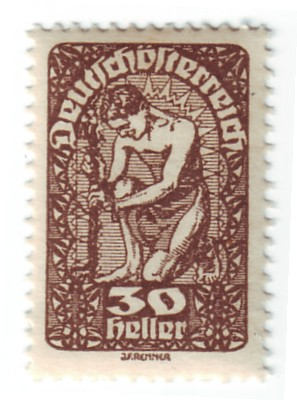
Allégorie

Le nom ÖSTERREICH est choisi pour l'émission de 1922, après le refus de la communauté internationale, consacré par le Traité de Saint-Germain-en-Laye (1919).
L'Autriche subit - mais moins que l'Allemagne - une hyperinflation à partir de 1922, nécessitant une suite de timbres à valeur faciale de plus en plus élevée (jusqu'à 10 000 couronnes en 1924). Le tarif (minimum) pour une lettre passe de 20 k le 1er mai à 320 k le 1er novembre 1922, puis 1500 k fin 1924:

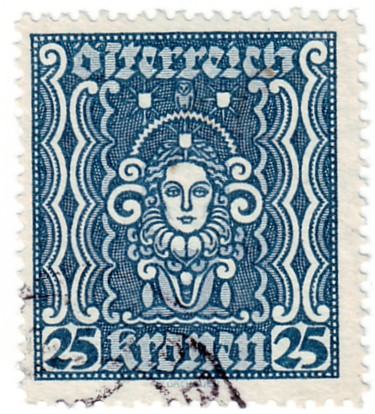
Timbre de 25 couronnes, émis en janvier 1922
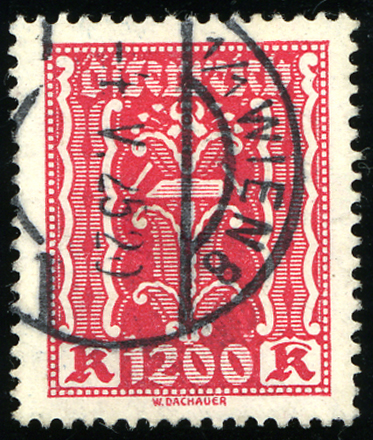
Timbre de 1200 couronnes, oblitéré le 4 mai 1925
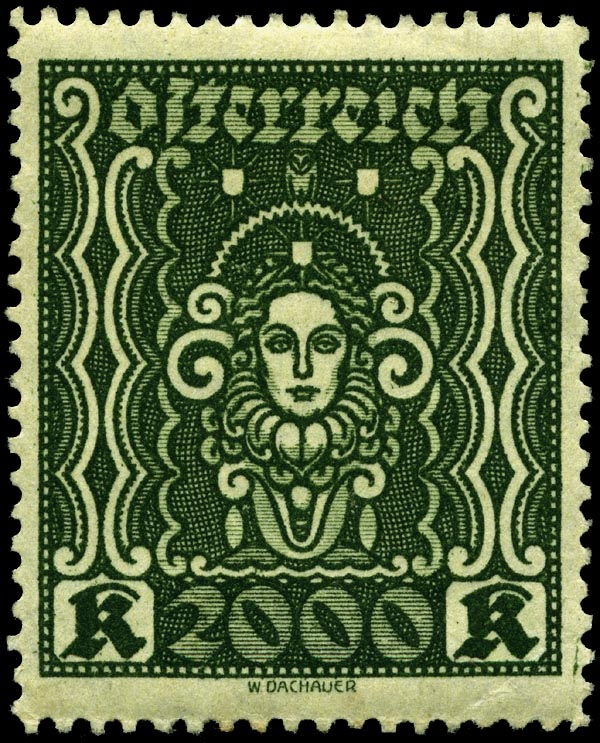
Timbre de 2000 couronnes, émis en novembre 1922

Ensuite, émissions très diverses, dont de belles séries thématiques comme les compositeurs (1922), les Niebelungen (1926), les paysages (1923, 1929 et 1932), les poètes (1931), les peintres (1932), les compétitions FIS à Innsbruck (1932 et 1936, rares), la lutte contre les Turcs (1933), les particularismes folkloriques et les architectes (1934), les inventeurs (1936), les médecins (1937).

## Anschluss, 1938 - 1945
Le 13 mars 1938, l'Anschluss mit un terme aux émissions de timbres autrichiens. Il fut cependant permis de composer des affranchissements mixtes à l'aide de timbres allemands et autrichiens, jusqu'au 31 octobre (sauf pour le timbre commémorant l'assassinat du chancelier Engelbert Dollfuss en 1934).
À la fin de cette étape de transition, les timbres allemands furent utilisés jusqu'à la fin du Troisième Reich en 1945. Le nom Autriche est remplacé par 'Ostmark'.

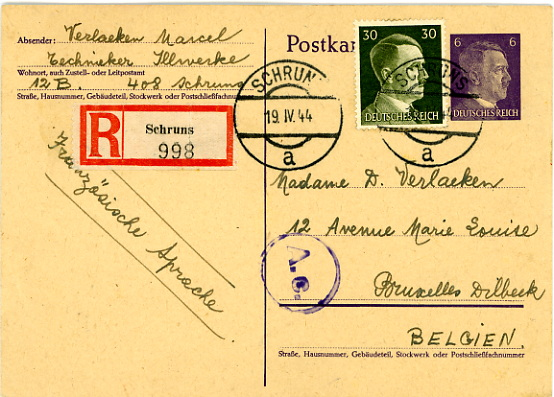
Entier postal recommandé envoyé en 1944 depuis le Vorarlberg, Tirol, 'Ostmark'

## Timbres pour journaux

### Mercureen 1851-1858
Pas de valeur faciale imprimée, mais 4 couleurs 0,6 kr (bleu), 6 kr jaune et vermillon, 30 kr (rose). Existent en 3 types principaux.
Rares (bleu) à très rares, beaucoup de réimpressions. Des faux existent (évidemment)!

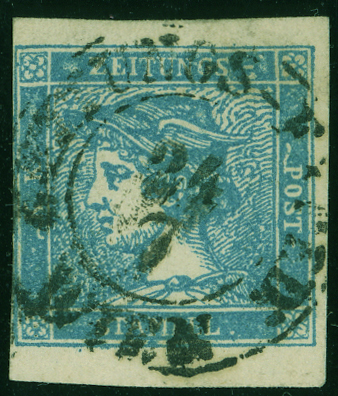
o, 6 kr bleu type IIc de 1853, oblitéré WIEN ZEITUNGS-EXPED.
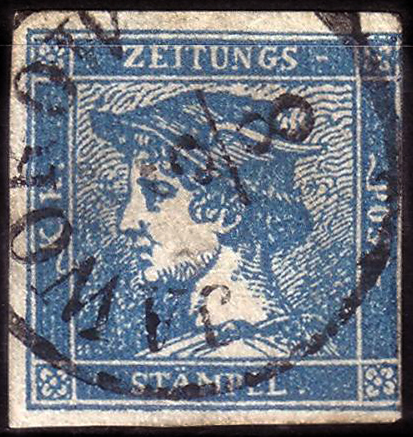
o, 6 kr oblitéré JAWOROW, Ukraine
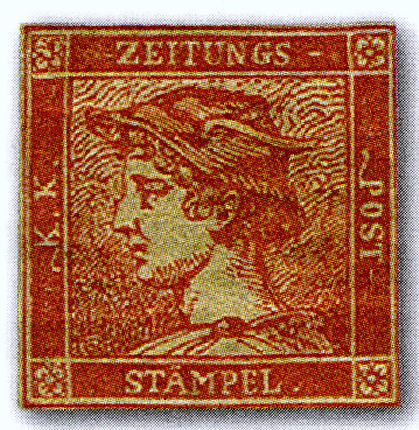
6 kreuzer vermillon rarissime

### Émissions de 1858-1861
Médaillon en relief de François-Joseph Ier, valeur implicite de 1,05 kr.

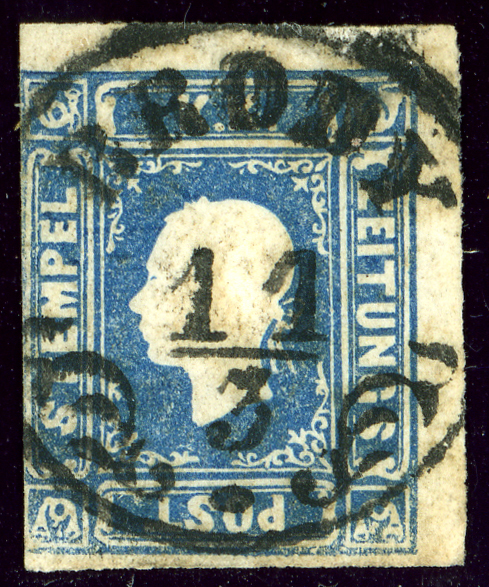
Émission de 1858, oblitéré en Galicie (Ukraine)
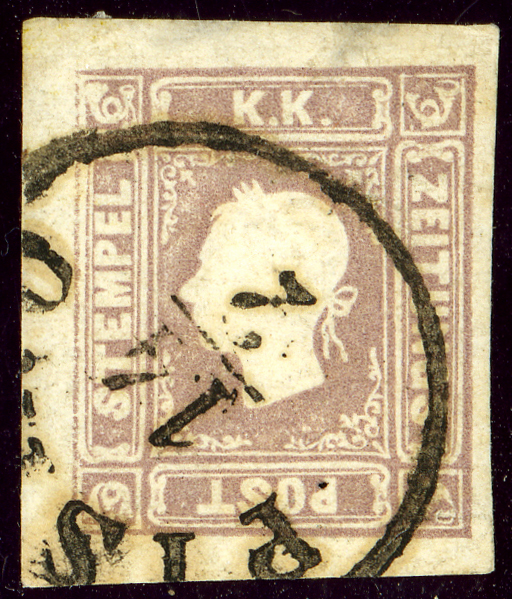
Émission de 1859, oblitéré en Croatie
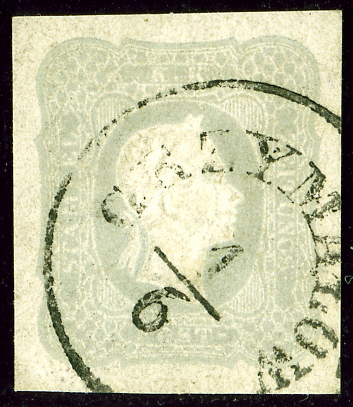
Émission de 1861, oblitéré en Galicie (Ukraine)

### Émission de 1863
Armoiries, sans valeur faciale (1,05 kreuzer). Utilisé aussi en Vénétie (Italie) jusqu'au 19 août 1866. Démonétisé en août 1869, après plus de 181 millions d'exemplaires.

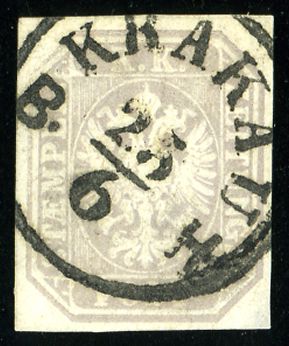
Oblitéré en Galicie polonaise

### Émissions de 1867-1919
Variantes d'une tête de Mercure. Vu la complexité ethnique de la monarchie austro-hongroise, il n'y a aucune inscription avant 1916. Le modèle de 1867 a été utilisé jusqu'en 1900!

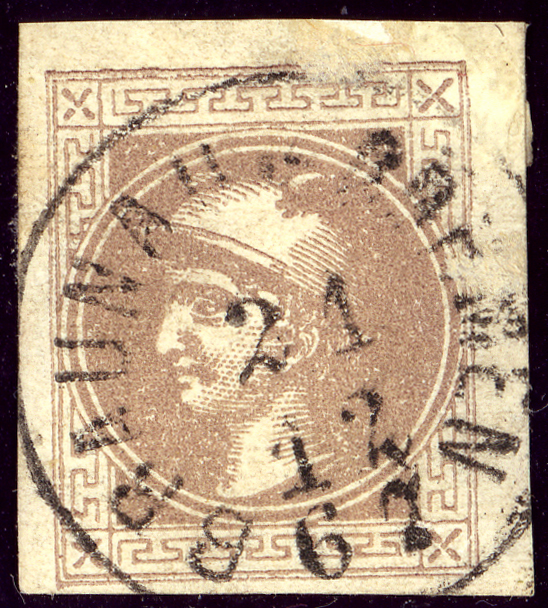
Type Ia de l'émission de 1867, impression grossière grober Druck, oblitération précoce en Bohême
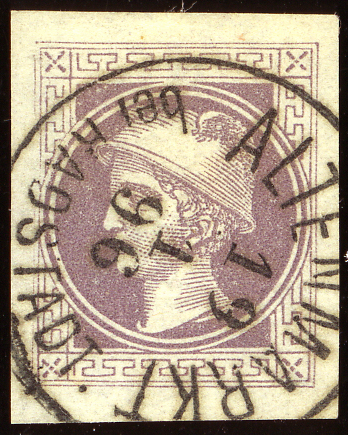
Type III (le plus courant), impression fine, oblitéré en 1896, Land de Salzbourg
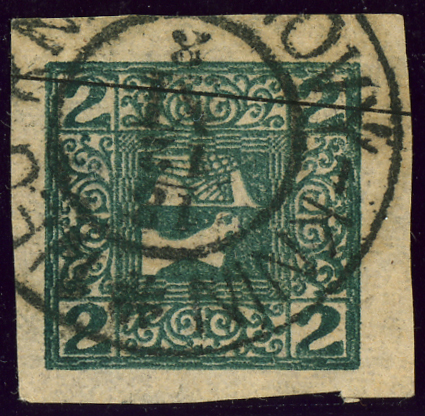
Émission de 1908, 2 heller oblitéré bilingue en Bohême

### Émissions de 1920-1922

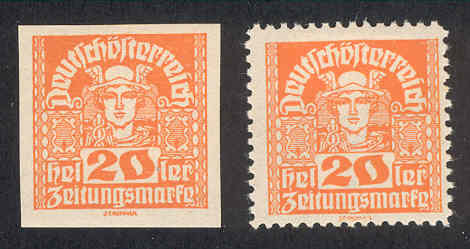
20 heller - les dentelés ne sont pas officiels

## Timbres Taxe pour Journaux importés
Il existe aussi, depuis 1853, des Timbres-Taxe pour journaux étrangers à leur entrée en Autriche (en allemand Zeitungstempelmarken). Le 1 kreuzer bleu et 2 kr brun (armoiries bicéphales) a servi (avec variantes, naturellement) jusqu'en 1890.

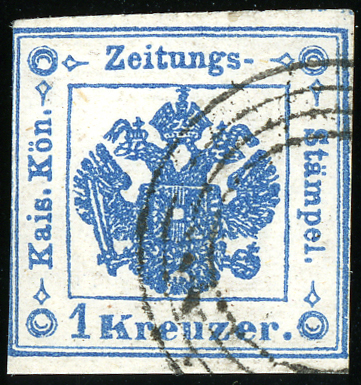
1 kr, émission de 1859 avec les 4 cercles de Vienne
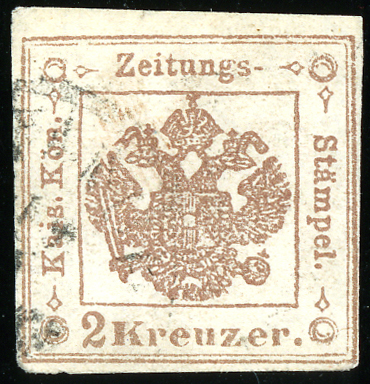
2 kreuzer de 1859
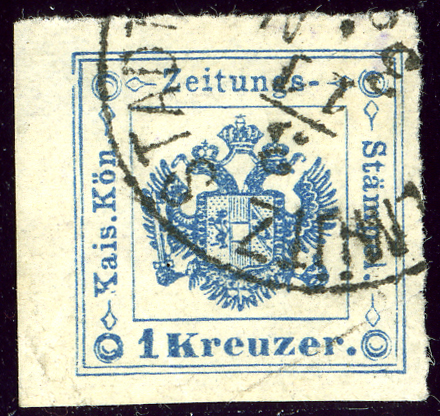
1 kr, émission de 1877, oblitéré en Moravie
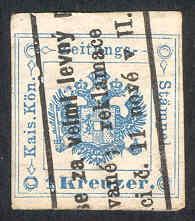
1 kreuzer pré-oblitéré
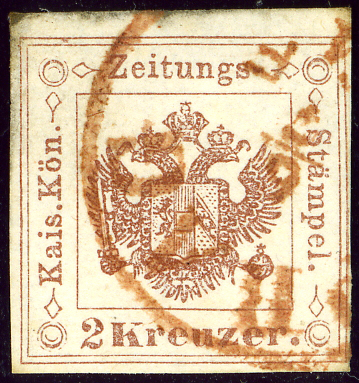
2 kr, émission de 1877, oblitéré à Prague
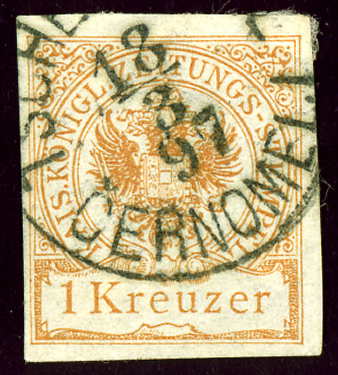
1 kr, émission de 1890, oblitéré en Slovénie
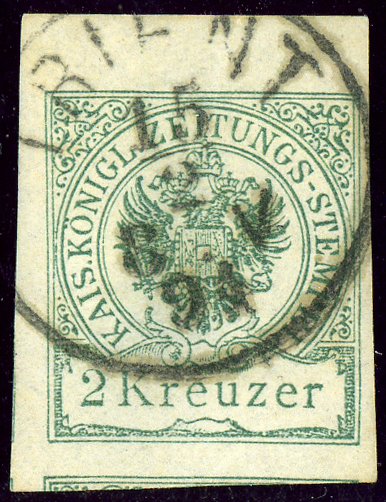
2 kreuzer, oblitéré au Tirol du sud en 1894
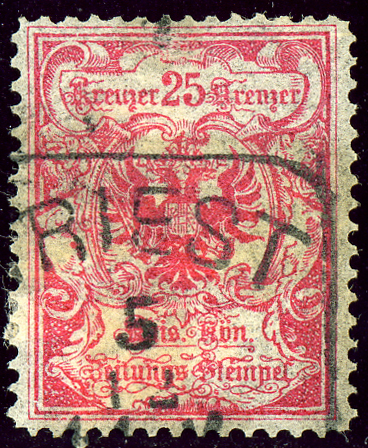
Taxe pour journaux de 25 kr, émission de 1890.

La plus haute valeur (et la dernière) est un 25 kreuzer rose, émis en 1890 (rare). Elle fut émise vu la multiplication des journaux importés en paquets multiples.

## Timbres Taxe
Deux émissions représentant un chiffre dans un ovale: en 1894 valeurs 1 à 50 kreuzer, bruns et 1899/1900 valeurs de 1 à 100 heller, bruns.

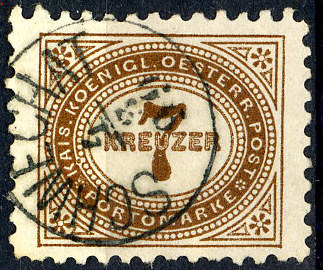
7 kreuzer oblitéré en 1899 à Schwechat, type Fingerhut
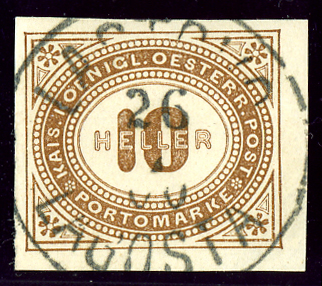
10 heller oblitéré en 1900 en Dalmatie (Croatie)

Ensuite de nombreux autres types de 1908 à 1935. Quelques timbres des émissions normales ont été surchargés PORTO en 1916-17 et NACHMARKE en 1921.